# Саранцев, Владислав Павлович
Владислав Павлович Саранцев (23 сентября 1930, Саратов — 31 января 1995) — советский физик, выдающийся специалист в области физики ускорителей. Известен своими пионерскими работами по коллективному ускорению тяжёлых ионов.

## Биография
Родился в Саратове. Окончил физический факультет МГУ в 1954 году, после чего отправился на место будущей Дубны, чтобы участвовать в сооружении протонного синхрофазотрона, строившегося под руководством В.И. Векслера. Саранцев занимался запуском линейного ускорителя-инжектора. В 1957 году Синхрофазотрон захватил первый пучок. Впоследствии инжектор был Саранцевым значительно модернизирован, что позволило повысить интенсивность пучка в 20 раз. В 1962 году по этому материалу защищает кандидатскую диссертацию.
В дальнейшем по предложению Векслера Саранцев занялся новыми методами ускорения, самой главной работой Саранцева на многие годы стало ускорение ионов релятивистским электронным пучком. В 1969 году Саранцев защитил докторскую диссертацию по физическим основам коллективного метода ускорения ионов электронными кольцами. Был образован Отдел Новых Методов Ускорения (ОНМУ), который возглавил В.П. Саранцев, и в 1970 году впервые ионы гелия были ускорены коллективным методом. Для генерации плотных электронных сгустков в виде колец был создан т.н. АДГЕЗАТОР (АДиабатический ГЕнератор ЗАряженных ТОРоидов), принципиально напоминающий бетатрон.
В 1972 году началась разработка прототипа Коллективного Ускорителя Тяжёлых Ионов (КУТИ), в 1977 году ускоритель заработал, были ускорены ионы азота, ксенона и других элементов.
Для методов коллективного ускорения был сконструирован сильноточный электронный ускоритель СИЛУНД, с током до 800 А и частотой повторения 50 Гц.
В последние годы научные интересы Саранцева переместились на тематику линейных электрон-позитронных коллайдеров, а также фотонных коллайдеров, на основе использования лазеров на свободных электронах (ЛСЭ).

## Память
C 1995 года регулярно, раз в два года, сперва в Дубне, а в последние годы в Алуште проводится семинар по проблемам ускорителей памяти В.П. Саранцева